# Stor-Dödmantjärnen
Stor-Dödmantjärnen är en sjö i Norsjö kommun i Västerbotten och ingår i Skellefteälvens huvudavrinningsområde. Sjön har en area på 0,126 kvadratkilometer och ligger 207,4 meter över havet.

## Delavrinningsområde
Stor-Dödmantjärnen ingår i det delavrinningsområde (721869-168542) som SMHI kallar för Mynnar i Skellefteälven. Medelhöjden är 229 meter över havet och ytan är 4,25 kvadratkilometer. Räknas de 4 avrinningsområdena uppströms in blir den ackumulerade arean 23,91 kvadratkilometer. Svanforsbäcken som avvattnar avrinningsområdet har biflödesordning 2, vilket innebär att vattnet flödar genom totalt 2 vattendrag innan det når havet efter 86 kilometer. Avrinningsområdet består mestadels av skog (83 procent). Avrinningsområdet har 0,13 kvadratkilometer vattenytor vilket ger det en sjöprocent på 2,9 procent.